# 因幡正木氏
因幡正木氏（いなばまさきし/いなばまさきうじ）は、日本の氏族である。
因幡守護山名氏に仕え、家宰を務めたという。布勢天神山城の南方を守る正木が鼻砦の守将と伝えられている。永禄年間に主家に反旗を翻した武田高信と戦った武将として、正木大膳大夫の名前が『因幡民談記』に見える。
因幡山名氏に使えた重臣には中村氏、武田氏、岩村氏など多数存在するが正木氏に関する記録は他氏と比較しても非常に少なく、詳細が不明な一族である。